# Thetidia plusiaria
Thetidia plusiaria är en fjärilsart som beskrevs av Jean Baptiste Boisduval 1840. Thetidia plusiaria ingår i släktet Thetidia och familjen mätare. Inga underarter finns listade i Catalogue of Life.